# Candlebox
Candlebox is een Amerikaanse rockband uit Seattle.
De formatie werd in 1991 opgericht door drummer Scott Mercado en zanger/gitarist Kevin Martin. In 1997 stapte Mercado uit de band en werd opgevolgd door Dave Krusen, voormalig lid van Pearl Jam.
De band bracht zes studioalbums uit, waarvan het eerste, Candlebox, in 1993 verscheen. Het album werd vier keer platina in de Verenigde Staten en bevat de hitsingle "Far Behind". Het in 1995 uitgebrachte vervolgalbum Lucy bereikte een gouden status. In 2000 besloten de bandleden uit elkaar te gaan. De oorspronkelijke bezetting van Candlebox met Scott Mercado kwamen in 2006 weer samen en brachten in 2008 Into the Sun uit. In 2010 namen Kevin Martin en Sean Hennesy een album op met The Gracious Few en in 2011 kwamen de bandleden weer bij elkaar om opnames te maken. Op 3 april 2012 kwam het 5e studioalbum Love Stories And Other Musings uit. Het album bevatte 9 nieuwe nummers en 5 opnieuw opgenomen klassiekers, waaronder Far Behind en You. In 2016 werd het Album Disappearing In Airports uitgebracht, waarvan Vexatious de eerste en enige single was. 

## Discografie
Studioalbums
- Candlebox (1993)
- Lucy (1995)
- Happy Pills (1998)
- Into the Sun (2008)
- Love Stories And Other Musings (2012)
- Disappearing In Airports (2016)

Compilatiealbums
- The Best of Candlebox (2006)

Live-albums
- Alive In Seattle cd/dvd (2008)